# 乐土驿站
乐土驿站是位于新疆维吾尔自治区玛纳斯县乐土驿乡的一个铁路车站，邮政编码832207。车站成立于1986年9月29日，位于兰新线1992KM194M处，不办理客货运业务，车站及其上下行区间均为电气化区段。车站距离乌鲁木齐站109公里，隶属乌鲁木齐铁路局，是四等站，主要担负接发列车调车作业业务。由于乌精二线修双线，于2008年12月22日正式关闭。